# Новая Александровка (Приднестровье)
Но́вая Алекса́ндровка — село в Дубоссарском районе непризнанной Приднестровской Молдавской Республики. Вместе с сёлами Красный Виноградарь, Афанасьевка, Калиновка и Новая Лунга входит в состав Красновиноградарского сельсовета.